# Plecopterodes deprivata
Plecopterodes deprivata là một loài bướm đêm trong họ Noctuidae.